# 刘金定

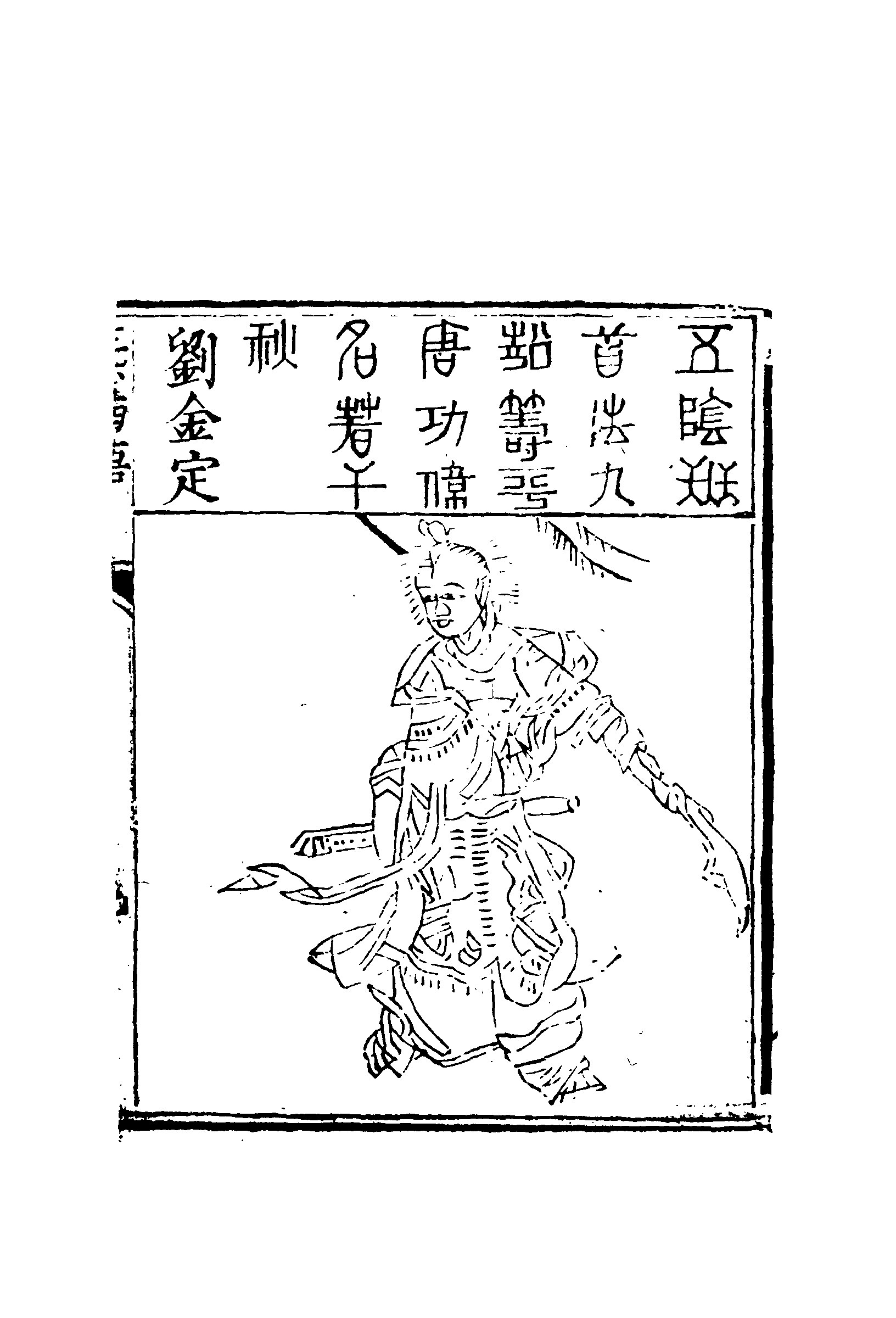
刘金定

刘金定，今安徽蒙城人，生卒年不详，小涧镇双锁山有其遗迹。北宋将領高琼之妻。
她自幼学文习武，通经史，晓兵法。五代十国的北周时期，她在双锁山上竖旗立寨，與其他國家作戰。死后与高琼合葬在蒙城小涧双锁山。

## 外部連結
- 巾帼女杰刘金定[永久]